# Mesocharis
Mesocharis là một chi bướm đêm thuộc phân họ Tortricinae của họ Tortricidae.

## Các loài
- Mesocharis centrifuga Diakonoff, 1981